# 38020 Hannadam
38020 Hannadam este un asteroid din centura principală de asteroizi.

## Descriere
38020 Hannadam este un asteroid din centura principală de asteroizi. A fost descoperit pe 17 iunie 1998 la San Marcello Pistoiese de Luciano Tesi și Andrea Boattini. Asteroidul prezintă o orbită caracterizată de o semiaxă mare de 3,10 ua, o excentricitate de 0,16 și o înclinație de 13,2° în raport cu ecliptica.